# Großer Preis von Luxemburg 1949

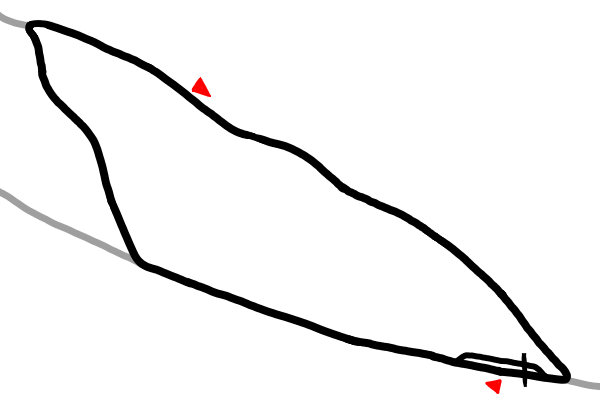
Streckenlayout der Rennstrecke Findel 1949

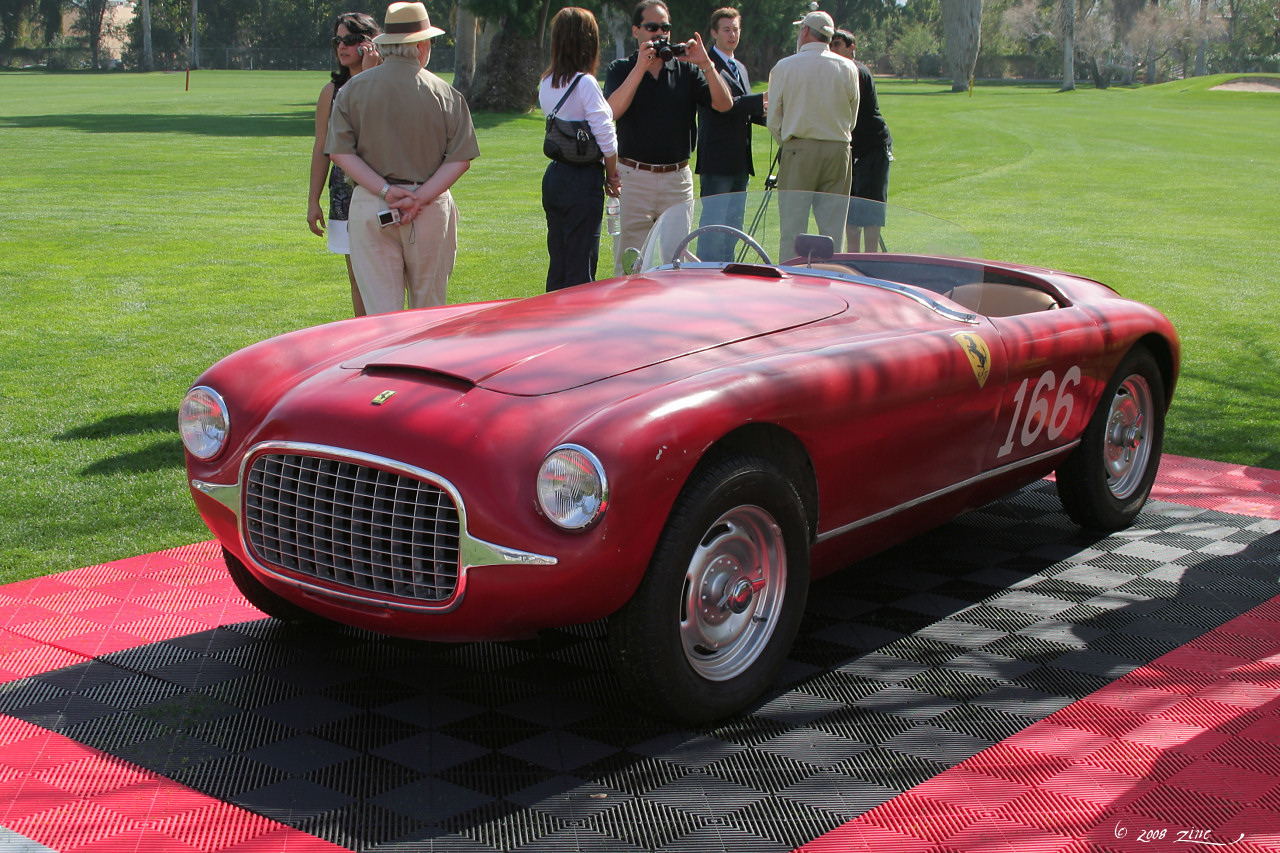
Pilotierte einen Ferrari 166 MM zum Sieg; Luigi Villoresi

Der Große Preis von Luxemburg 1949 war ein Sportwagenrennen, das am 26. Mai 1949 auf der Rennstrecke Findel in der Nähe von Luxemburg stattfand.

## Das Rennen
Bedeutung erhielt das Rennen durch den Werkswagen der Scuderia Ferrari. Doch obwohl Robert Manzon im Simca-Gordini mit seinem 1,1-Liter-Motor gegenüber dem 2-Liter-Ferrari von Luigi Villoresi maschinell im Nachteil war, lieferten sich die beiden unter regnerischen Bedingungen in der ersten Rennhälfte einen engen Kampf. In der 35. Runde war der Motor im Gordini der Belastung jedoch nicht mehr gewachsen, so dass Villoresi auf abtrocknender Strecke einem nun ungefährdeten Sieg entgegen fuhr. Es war der einzige Sieg der Scuderia in diesem Jahre bei einem Sportwagenrennen, ausgenommen der Erfolg von Clemente Biondetti bei der Mille Miglia. Den zweiten Platz sicherte sich der Belgier André Pilette vor dem am Schluss noch einmal stark aufkommenden Luxemburger Honoré Wagner, beide auf BMW 328.

## Ergebnisse

### Schlussklassement
| Pos. | Klasse | Nr. | Team             | Fahrer                                   | Fahrzeug                        | Runden |
| ---- | ------ | --- | ---------------- | ---------------------------------------- | ------------------------------- | ------ |
| 1    | S 2.0  |     | Scuderia Ferrari | Luigi Villoresi                          | Ferrari 166 MM                  | 60     |
| 2    | S 2.0  |     |                  | André Pilette                            | BMW 328                         | 54     |
| 3    | S 2.0  |     |                  | Honoré Wagner                            | BMW 328                         | 54     |
| 4    | S 2.0  |     |                  | Marcel Balsa                             | BMW 328 („Frazer Nash“)         | 53     |
| 5    | S 2.0  |     |                  | Ron Willis                               | Frazer Nash (BMW 315/1) Special | 52     |
| 6    | S 2.0  |     |                  | Émile Cornet a                           | Veritas RS                      | 49     |
| 7    | S 2.0  |     |                  | George Raphaël Béthenod de Montbressieux | Simca                           | 48     |
| 8    | S 2.0  |     |                  | Maurice Varet                            | Simca-Dého                      | 46     |
| 9    | S 2.0  |     |                  | Joseph Zigrand                           | Bugatti                         | 43     |
| DNF  | S 2.0  |     | Equipe Gordini   | Maurice Trintignant                      | Simca-Gordini                   | 34     |
| DNF  | S 2.0  |     |                  | „Jef“ Legros                             | „Frazer Nash“ (Bugatti/BMW)     |        |
| DNF  | S 2.0  |     |                  | Léon Boucard                             | BMW Spéciale                    |        |
| DNF  | S 2.0  |     | Equipe Gordini   | Maurice Trintignant                      | Simca-Gordini                   |        |

### Nur in der Meldeliste
Zu diesem Rennen sind keine weiteren Meldungen bekannt.

### Renndaten
- Gemeldet: unbekannt
- Gestartet: 13
- Gewertet: 9
- Rennklassen: 1
- Zuschauer: unbekannt
- Wetter am Renntag: unbekannt
- Streckenlänge: 3,763 km
- Fahrzeit des Siegerteams: 1:53:35,600
- Gesamtrunden des Siegerteams: 60
- Gesamtdistanz des Siegerteams: 225,800 km
- Siegerschnitt: 121,572 km/h
- Pole Position: Luigi Villoresi, Ferrari 166 MM
- Schnellste Rennrunde: unbekannt
- Rennserie: zählte zu keiner Rennserie